# Rio 2
 (avril 2021).
Le contenu est difficilement compréhensible vu les erreurs de traduction, qui sont peut-être dues à l'utilisation d'un logiciel de traduction automatique.
Pour les articles homonymes, voir Rio.
Série Rio
Rio
(2011)
Pour plus de détails, voir Fiche technique et Distribution.
Rio 2 est un film d'animation en 3D réalisé par Carlos Saldanha, produit par la 20th Century Fox et Blue Sky Studios, sorti en 2014.
Il s'agit de la suite du film d'animation Rio, sorti en 2011. C'est le seul film du studio à avoir une suite en dehors de la saga L'Âge de glace.
Anne Hathaway, Jesse Eisenberg, Bruno Mars, George Lopez, Tracy Morgan, Jemaine Clement, Leslie Mann, Will.i.am et Jamie Foxx prêtent leurs voix aux personnages du film en anglais.
Le film débute alors que Blu a su prendre son envol à Rio de Janeiro, accompagné de Perla, leurs trois enfants et leurs amis. Lors de leur expédition dans la forêt d'Amazonie, Linda et Tulio découvrent que l'espèce de l'ara bleu n'est pas totalement éteinte. Blu, sa famille et ses amis partent alors en Amazonie, à la recherche de leurs semblables. À leur arrivée, ils se font kidnapper par de mystérieux oiseaux. Il s'agit d'aras bleus qui vivent au cœur de la forêt et leur chef n'est autre que le père de Perla. Blu va être confronté une nouvelle fois au fameux Hector, faisant son grand retour dans la peau d'un acteur de Shakespeare en compagnie d'une grenouille venimeuse chanteuse d'opéra nommée Gabi et Charlie, un tamanoir danseur qui raffole de fourmis. Mais la plus grande menace est la présence de bûcherons illégaux qui déforestent le territoire des oiseaux.

## Synopsis
À Rio de Janeiro, le Nouvel An est célébré dans toute la ville. Les oiseaux exotiques dansent ensemble à la statue du Christ Rédempteur. Blu et Perla dansent joyeusement ensemble. Perla dit à Blu qu'il est l'oiseau de sa vie ; Blu répond de même. D'un autre côté, ils ont eu trois enfants : Tiago, Bia et Carla. Ces derniers, profitant de l'absence de leurs parents occupés à danser, ont attaché leur oiseau baby-sitter à un feu d'artifice et sont sur le point d'allumer la mèche, mais Blu et Perla arrivent juste à temps et les arrêtent. Blu libère la baby-sitter mais se retrouve accidentellement lui-même attaché à l'un des pétards. Ceux-ci sont lancés ; il parvient à se détacher avant les explosions. Il retrouve Perla et leurs trois enfants en haut d'un toit ; ils regardent les feux d'artifice ensemble en disant qu'ils ont bien commencé l'année.
Le lendemain, Perla apporte une noix du Brésil au nid de sa famille pour le petit-déjeuner, mais voit que Blu préparait déjà des pancakes chez Linda et Tulio. Perla insiste auprès de Blu sur le fait qu'elle n'aime pas que les enfants s'habituent à la vie humaine. Juste à ce moment, Linda et Tulio apparaissent aux infos, où ils sont en Amazonie en disant qu'ils ont vu un ara bleu là-bas et qu'il pourrait y en avoir beaucoup plus. En entendant cela, Perla insiste auprès de Blu pour qu'ils aillent dans la jungle pour trouver les autres aras. Blu n'est guère partant, mais sa réponse est considérée comme un oui par sa famille.
Nico et Pedro font des auditions de talents pour trouver le nouveau roi du carnaval. Cependant les candidats de talent manquent et la seule option semble être Eva, la partenaire de Rafael, qui chante horriblement. Blu arrive et informe Rafael, Nico, Pedro et Luiz que lui et sa famille vont en Amazonie. Pedro, Nico et Luiz font peur à Blu en lui disant qu'il y a des dangers infinis en Amazonie, mais il reste optimiste. Rafael lui rappelle une phrase « femme heureuse, mari peinard ». Blu se calme et décide quand même d'aller dans la jungle, assurant que ce ne serait que des « vacances en famille ».
Blu est équipé d'un sac banane contenant divers objets, dont un couteau suisse et un GPS. Tiago a hâte d'aller dans la jungle ; Bia lit un livre sur l'Amazonie et dit à Blu qu'il y a beaucoup d'animaux dangereux là-bas, lui faisant un peu peur. Carla dit qu'elle ne veut pas y aller parce qu'elle s'ennuierait, mais accepte en apprenant que Nico, Pedro et Rafael iront également dans la jungle. Blu accorde trop d'attention au GPS qui les guide à travers presque tout le Brésil, y compris jusque dans des villes comme Salvador, Ouro Preto, Brasilia, jusqu'à ce qu'ils atteignent Manaus, la plus grande ville et l'entrée de  Amazonas. Là, ils prennent un bateau qui les emmènera dans la jungle. Hector est à une foire à Manaus, vêtu d'un gilet élisabéthain, car il a perdu presque toutes ses plumes et ne peut donc pas voler (à cause de  quand Blu l'a fait tomber de l'avion pour sauver Perla). Hector prétend être un diseur de bonne aventure à la foire jusqu'à ce qu'il voit Blu et sa famille en route pour la jungle. Hector est déterminé à se venger de Blu, car à cause de lui, il ne peut plus voler. Hector libère une grenouille empoisonnée nommée Gabi et Charlie, un fourmilier pour l'aider à trouver Blu et à se venger, puis ils montent dans le bateau sur lequel sont Blu et sa famille, et attendent minuit pour attaquer.
Perla remercie Blu d'avoir fait tout ce voyage pour elle et ils s'embrassent. Dans la jungle, un homme d'affaires nommé Big Boss, qui a appris par les nouvelles que Tulio et Linda cherchaient les aras bleus, demande à ses ouvriers, qui exploitent illégalement l'Amazonie, de les trouver et de s'en débarrasser avant qu'ils ne trouvent les oiseaux, car cela les mettrait en faillite.
Hector tente d'attaquer Blu pendant qu'il dort, mais son plan échoue à cause de Charlie qui déclenche par accident les haut-parleurs du navire. Blu n'est pas au courant de sa présence. Perla, pensant que Tiago était celui qui a réveillé tout le monde, le gronde en lui disant: « Tiago! Tais-toi! ». Tiago dit qu'il n'a rien fait, mais quand personne ne le croit, Blu lui dit « d'obéir à sa mère ». Le lendemain, la famille arrive dans la jungle amazonienne et ils rencontrent bientôt les autres aras bleus. Perla est ravie d'apprendre qu'elle et sa famille n'étaient pas les seuls, après tout. Le chef de la tribu, Eduardo, se rend compte que Blu apporte beaucoup de choses humaines avec lui et l'attaque, mais Perla le confronte immédiatement, cependant, Perla reconnaît Eduardo et se rend compte qu'il est son père. Eduardo est fier de savoir qu'il est le grand-père de trois petits-enfants et remercie Blu de lui avoir rendu sa fille. Plus tard, Perla retrouve sa tante Mimi. Perla est ravie de retrouver Roberto, son ex-petit ami, mais Blu se sent quelque peu jaloux de lui. Roberto danse avec Perla sur une chanson et toute la tribu des aras  célèbre son arrivée avec joie, Seul Blu , qui ne peut pas entrer dans la danse, regarde tristement Perla danser avec Roberto.
Dans la nuit, Blu, Perla et leurs trois enfants dorment dans le nid de Roberto, un gigantesque arbre creux. Perla s'endort en étreignant Blu, qui se désespère un peu quand Perla lui dit que sa vie va changer. Alors que Linda et Tulio dorment dans une tente et que Linda trouve un singe à l'extérieur et lui fait peur, Linda soupçonne le singe qui portait un chapeau de safari, car il est venu avec les hommes d'affaires qui détruisaient la jungle.
Le lendemain, Blu se réveille à cause une blague de Tiago et se brosse le bec. Eduardo lui demande de l'accompagner pour le former, puisque Blu devait rejoindre la tribu. Blu croit qu'ils resteront pour toujours dans la jungle, mais Perla lui dit qu'Eduardo était juste excité. Tandis qu'Eduardo enseigne à Blu quelques techniques de survie, il explique que la tribu des aras bleus est en rivalité avec celle des aras rouges dirigée par Felipe, puisque chaque tribu a son territoire dans la jungle et que la nourriture est rare.
Nico, Pedro et Rafael commencent une audition de talent dans la jungle et de nombreux animaux se présentent, mais aucun ne semble les convaincre. Linda et Tulio rencontrent les travailleurs de l'homme d'affaires qui coupent plusieurs arbres dans la jungle et Linda tente de les arrêter, mais Tulio l'avertit qu'ils pourraient être agressifs. Les travailleurs capturent Tulio et Linda s'échappe.
Après la formation, Blu et Eduardo rencontrent les travailleurs et se rendent compte qu'ils coupent plusieurs plantes. Blu dit que Linda et Tulio pourraient les aider, ce à quoi Eduardo se rend compte que Blu était un animal de compagnie et c'est pourquoi il était si connecté avec les humains et qu'ils restent tous les deux dans la tribu. Plus tard, Blu et Perla ont une conversation sur le fait de rester ou non dans la jungle et Perla mange une mouche. Blu informe ses amis de ce qui s'est passé et dit qu'il ne supporte pas d'être dans la jungle, tout comme il déteste Eduardo et Roberto. À ce moment-là, Eduardo parle de Blu à Roberto et lui demande de garder un œil sur lui.
Pendant ce temps, les ouvriers capturent Linda et Tulio et les emmènent au Big Boss, qui explique ses plans pour raser la forêt et attache Tulio et Linda à un arbre pour qu'ils ne les interrompent pas. Hector tente d'attaquer Blu, mais devient confus et se retrouve aux auditions de talent de Nico et Pedro. Personne ne reconnaît Hector puisqu'il portait une feuille sur la tête et un gilet. Hector chante avec Gabi et ils finissent par enchanter Nico et Pedro mais décide de jouer en se faisant appeler Bob. Ils l'acceptent pour aller à un spectacle de talents auquel tout le monde dans la jungle irait et Hector le voit comme une chance de trouver Blu et de se venger.
Dans la nuit, Blu rêve qu'il chante comme Roberto et passe un moment romantique avec Perla. Blu décide de se lever tôt pour trouver une noix du Brésil, la préférée de Perla, et de la lui amener avant qu'elle se réveille. Après des heures de recherche, Blu rencontre des singes qui emportent son sac banane et le guident loin de la zone. Lorsqu'il récupère son sac banane, il trouve la noix qu'il cherchait et essaie de la sortir. Plus tard, Blu se rend compte qu'il est sur le territoire des aras écarlates et qu'il volait leur nourriture, les aras écarlates déclarent la guerre aux bleus. En informant Eduardo de cela, ce dernier s'énerve contre lui, car ils pourraient perdre leur territoire dans la jungle et Perla essaie de le calmer. À l'endroit où les Bleus devaient rencontrer les Rouges, Blu est soulagé de se rendre compte que la « guerre » était un match de football. Lorsqu'un joueur des Bleus est blessé, Eduardo n'a pas d'autre choix que de laisser Blu entrer dans le jeu. Blu semble très bien jouer, mais marque un but contre son camp sans le savoir, et cela fait gagner les Rouges. Les Bleus perdent leur territoire dans la jungle, Eduardo perd sa patience avec Blu et tout le monde va le huer.
Déterminé à quitter l'Amazonie, Blu emballe son sac banane et dit à Perla qu'il part, puisqu'il ne pourrait plus supporter d'être dans la jungle. Perla dit à Blu qu'elle se rend compte qu'elle et les enfants étaient heureux de vivre là-bas et lui demande d'arrêter de ne penser qu'à lui, et part. Blu, en colère, décide d'aller trouver Tulio et Linda, tandis que Perla regarde Blu s'éloigner, attristée.
Blu arrive au camp de Linda et Tulio seulement pour voir qu'ils n'étaient pas là.  Il décide de retourner avec sa famille dans la jungle et dit au revoir à tout son confort, y compris le sac banane. Roberto apparaît et attaque Blu en pensant qu'il était du côté des humains, puis un bulldozer apparaît, sur le point d'écraser Roberto, mais Blu le sauve. Blu se rend compte que Roberto est traumatisé par les humains, car il devient assez idiot et lui demande d'avertir les autres oiseaux de l'arrivée des humains. Blu trouve Linda et Tulio et les délie, Roberto avertit Eduardo, Perla et les autres que les humains détruisaient la jungle et que Blu était avec eux avec l'intention d'aider les oiseaux. Eduardo décide qu'ils doivent évacuer tout le monde; seule Perla ne l'accompagne pas puisqu'elle ne partirait pas sans Blu, mais il arrive et propose que tous les oiseaux travaillent ensemble pour chasser les humains.
Les ouvriers continuent à abattre l'Amazonie jusqu'à ce qu'ils voient tous les aras bleus, qui les en empêchent et chassent tous les ouvriers avec l'aide de Linda et Tulio et les aras écarlates. Le Big Boss attache des explosifs à certains arbres et les allume, Blu les prend et vole haut avec la bombe pour qu'elle n'explose pas dans la jungle. Mais, Hector s'empare de la bombe, attrape Blu dans les airs et ils tombent tous les deux. Mais la bombe explose et cela fait peur à Perla, qui craint que Blu ne soit mort. Le Big Boss tente de s'échapper, mais trébuche et rencontre un anaconda. L'explosion laisse Blu et Hector inconscients et empêtrés dans des vignes. Quand ils se réveillent, ils commencent à se battre. Gabi jette un cure-dent avec son poison à Blu, mais il frappe Hector et le tue soi-disant, Gabi tente de se suicider avec son propre poison. Les oiseaux présents l'applaudissent en pensant que c'est une performance. Bia, fille de Blu et Perla, dit que Gabi n'est pas toxique et que c'est une erreur très courante. Perla et les enfants sont soulagés de savoir que Blu est vivant et ils le serrent dans leurs bras. Gabi est heureuse de savoir qu'elle n'est pas venimeuse. Elle pourrait être avec Hector, mais Hector n'est pas content et se désespère. On voit le Big Boss, qui a fini par être avalé par l'anaconda.
Trouvant plus d'aras bleus, Linda et Tulio le rapportent aux nouvelles et emmènent Hector et Gabi à Rio pour étudier le lien qui les unit. La zone où se trouvent les aras bleus devient une zone protégée. Blu et Perla dansent avec tous les autres aras et Blu dit à Perla qu'ils resteront dans la jungle. Blu dit à Perla qu'elle est l'oiseau de sa vie et ils s'embrassent. Perla reconnaît que Blu l'aime profondément, comme elle aime Blu. Perla dit à Blu qu'ils pourraient retourner à Rio en été.

## Fiche technique
- Titre : Rio 2
- Réalisation : Carlos Saldanha
- Scénario : Don Rhymer et Carlos Saldanha
- Storyboard : Karen Disher
- Musique : John Powell
- Production : John C. Donkin et Bruce Anderson
- Société de distribution : 20th Century Fox
- Pays d’origine :  États-Unis
- Langues originales : anglais et portugais
- Dates de sortie :
  -  États-Unis : 11 avril 2014
  -  France : 9 avril 2014
- Dates de sortie en DVD :
  -  États-Unis : 15 juillet 2014
  -  France : 20 août 2014

## Distribution

### Voix originales
- Jesse Eisenberg : Blu
- Anne Hathaway : Jewel
- Leslie Mann : Linda Gunderson
- Bruno Mars : Roberto
- Jemaine Clement : Nigel
- George Lopez : Rafael
- Jamie Foxx : Nico
- Will.I.Am : Pedro
- Rodrigo Santoro : Tulio Monteiro
- Jake T. Austin : Fernando
- Tracy Morgan : Luiz
- Bebel Gilberto : Eva
- Andy Garcia : Eduardo
- Kristin Chenoweth : Gabi
- Rita Moreno: Mimi
- Rachel Crow : Carla
- Amandla Stenberg : Bia
- Pierce Gagnon : Tiago
- Natalie Morales: la journaliste
- Janelle Monáe : Dr Monae
- Philip Lawrence (en) : Felipe
- Miguel Ferrer : Big Boss
- Jeffrey Garcia : Perl
- Kate Micucci : Tiny

### Voix françaises
- Lorànt Deutsch : Blu
- Laetitia Casta : Perla
- Élisabeth Ventura : Linda Gunderson
- Matt Pokora : Roberto
- Bruno Magne : Hector
- Michel Mella : Rafael
- Christophe Peyroux : Nico
- Jean-Pierre Chandler : Pedro
- Emmanuel Garijo : Tulio Monteiro
- Valentin Maupin : Fernando
- Frantz Confiac : Luiz
- Emmanuelle Rivière : Eva
- Pierre Dourlens : Eduardo
- Natalie Dessay : Gabi
- Catherine Davenier : Tante Mimi
- Camille Donda : Carla
- Issia Lorrain : Bia
- Victor Biavan : Tiago
- Jacques Frantz : Big Boss
- Anna Tirtaine : Tiny
- Namakan Koné : Felipe

Société de doublage : Dubbing Brothers, direction artistique : Barbara Tissier

### Voix québécoises
- Hugolin Chevrette : Blu
- Annie Girard : Perla
- Pascale Montreuil : Linda
- Grégory Charles : Roberto
- Benoit Brière : Anatol
- Benoît Rousseau : Raphael
- Jean-François Beaupré : Luis
- Guy Jodoin : Pedro
- Alain Zouvi : Nico
- Nicolas Charbonneaux-Collombet : Tulio
- Jean-Luc Montminy : Eduardo
- Aline Pinsonneault : Gabi
- Célia Gouin-Arsenault : Carla
- Clifford Leduc-Vaillancourt : Tiago
- Ludivine Reding : Bia

## Production
Le 28 novembre 2012 Don Rhymer, le principal auteur de Rio, est mort d'un cancer alors que l'histoire de Rio 2 était en cours d'écriture, avec des variations dans l'histoire ou les actions des personnages, par rapport à Rio.

## Sortie

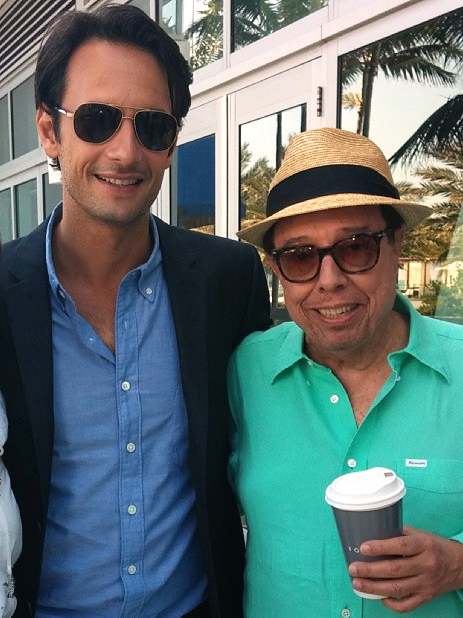
Rodrigo Santoro et Sergio Mendes à la conférence de presse de Rio 2

Rio 2 sort dans les salles internationales le 20 mars 2014. Le film sort en avant-première à Miami le 20 mars 2014[réf. nécessaire]. Le film sort en salles aux États-Unis le 11 avril 2014.
La sortie en salles du film a été précédée par «Almost Home», un court métrage produit par DreamWorks Animation pour promouvoir son film de 2015 Home . 20th Century Fox s'occupait de la distribution des films DWA au moment de leur sortie.

### Marketing
Sous la direction de 20th Century Fox, avec le metteur en scène Carlos Saldanha et le compositeur de musique  John Powell, la ville naturelle du film, Rio de Janeiro, a utilisé le film comme lien promotionnel pour la célébration du Nouvel An 2014 à Copacabana Beach.
Trois des quatre épisodes de «Angry Birds Rio» ont été publiés, tous visuellement liés à Rio 2.  

### Sortie vidéo
Rio 2 est sorti sur Blu-ray (2D et 3D) et DVD le 1er juillet 2014. L'exclusivité Target est livrée avec un animal en peluche bleue. Le 4 novembre 2014, une édition limitée du film à chanter est sortie sur Blu-ray et DVD. Rio 2 était disponible sur Disney+ le 16 octobre 2020.

## Réception

### Critique
Rio 2 a recueilli des critiques mitigées de la part des critiques de cinéma. Le site Rotten Tomatoes attribue au film un score de 48 % basé sur les commentaires de 105 critiques, avec une note moyenne de 5,4 / 10. Le consensus du site se lit comme suit: « Comme la plupart des suites, Rio 2 prend un modèle de base de son prédécesseur et essaie de l'agrandir, ce qui signifie qu'il est encore plus occupé, plus coloré et finalement plus épuisant pour les non-jeunes. » Un autre site Web d'agrégation d'avis, Metacritic, qui attribue une note normalisée des 100 meilleures revues de presse grand public, calcule un score de 49 sur 100 sur la base de 34 avis, indiquant des avis mitigés en moyenne.

## Accueil

### Box-office
| Pays ou région | Box-office        | Date d'arrêt du box-office | Nombre de semaines |
| -------------- | ----------------- | -------------------------- | ------------------ |
| États-Unis     | 131 443 952 $,    | 20 août 2014               | 19                 |
| France         | 3 233 263 entrées | 19 août 2014               | 19                 |
| Monde          | 500 218 851 $     | 20 août 2014               | -                  |

## Distinctions

### Nominations
- Satellite Awards 2015 : meilleure chanson originale pour What Is Love

## Possible suite
Une possible suite a été évoquée par Carlos Saldanha en 2014 : « C'est encore un peu tôt pour penser à Rio 3. J'attends déjà de voir ce que dira le public de Rio 2. Mais oui, c'est sûr, j'ai encore beaucoup d'histoires à raconter avec ces oiseaux, donc nous sommes motivés pour préparer une nouvelle suite. Parce que nous aimons beaucoup ces personnages, et j'ai des tas d'idées en tête, des choses que je n'ai pas pu mettre dans Rio 2. Donc, je ne sais pas encore. Nous verrons ce que nous réserve l'avenir... ».
En décembre 2017, il annonce l'avancée de Rio 3 : « On a évoqué entre nous Rio 3, et on a avancé un tout petit peu. Mais ce sera pour beaucoup plus tard. À l'heure actuelle, le studio est au maximum de sa capacité. On ne peut pas se permettre de sortir plus d'un film par an. »